# Armas de destrucción masiva en Brasil
En los años 1970 y 1980 del siglo pasado, durante el régimen militar, Brasil tenía un programa secreto destinado a desarrollar armas nucleares.
El programa militar y secreto de Brasil, fue desmantelado en el año 1990, en los siguientes 5 años después de que terminó el régimen militar, y Brasil se considera libre de armas de destrucción masiva.
Brasil es uno de los muchos países (y uno de los últimos) en renunciar a las armas nucleares, bajo los términos del Tratado de No Proliferación pero posee algunas de las tecnologías clave necesarias para producir armas nucleares.

## Programa nuclear
En la década de 1950, el presidente Getúlio Vargas alentó el desarrollo de capacidades nucleares nacionales independientes. Durante los años 1970 y 1980, Brasil y Argentina se embarcaron en una competencia nuclear. A través de transferencias de tecnología de la empresa de Alemania Occidental, Kraftwerk Union (una subsidiaria de Siemens), que no requería las salvaguardas del OIEA, Brasil llevó a cabo un programa secreto de armas nucleares conocido como el "Programa paralelo",  con instalaciones de enriquecimiento de uranio (incluyendo plantas de enriquecimiento por centrifugación a pequeña escala, una capacidad de reprocesamiento limitada y un programa de misiles) con ayuda de Francia.  
Según los informes, Brasil también compró uranio altamente enriquecido a China en la década de 1980. En diciembre de 1982, el entonces presidente de CNEN, Rex Nazaré, dirigió una misión a China con el objetivo de comprar uranio enriquecido a sus homólogos chinos en la Corporación Nuclear Nacional de China.
Las fuentes han indicado que, unos años más tarde, los cilindros brasileños de hexafluoruro fueron transportados a China, que contiene uranio natural. Regresaron a Brasil en un contenedor que, supuestamente, llevaba porcelana comprada por la primera dama Dulce Figueiredo durante el viaje presidencial. En 1987, el presidente Sarney anunció que Brasil había enriquecido el uranio al 20%.  
En 1990, el presidente Fernando Collor de Mello cerró simbólicamente el sitio de prueba de Cachimbo, en Pará, y expuso el plan secreto de los militares para desarrollar un arma nuclear. 
El Congreso Nacional de Brasil abrió una investigación sobre el Programa Paralelo. Los miembros del Congreso visitaron numerosas instalaciones, incluido el Instituto de Estudios Avanzados (IEAv) en São José dos Campos.  
También entrevistaron a jugadores clave en el programa nuclear, como el expresidente João Figueiredo y el general retirado del ejército Danilo Venturini, exjefe del Consejo de Seguridad Nacional de Figueiredo.  La investigación del Congreso expuso cuentas bancarias secretas, de nombre en código "Delta", que fueron administradas por la Comisión Nacional de Energía Nuclear y utilizadas para financiar el programa nuclear secreto.  
El informe del Congreso reveló que el IEAv había diseñado dos dispositivos de bomba atómica, uno con un rendimiento de 20 a 30 kilotones y otro con un rendimiento de 12 kilotones. El mismo informe reveló que el régimen militar de Brasil exportó en secreto ocho toneladas de uranio a Irak en 1981.   
En 1991, Brasil y Argentina renunciaron a su rivalidad nuclear.  El 13 de diciembre de 1991, firmaron el acuerdo cuatripartito, en la sede del OIEA, creando la Agencia Brasileña-Argentina de Contabilidad y Control de Materiales Nucleares y permitiendo salvaguardas completas del OIEA de instalaciones nucleares argentinas y brasileñas.  
Brasil inauguró oficialmente la planta de enriquecimiento de Resende en mayo de 2006. El desarrollo de la tecnología de enriquecimiento de Brasil, y la planta misma, involucraron discusiones sustanciales con el OIEA y sus naciones constituyentes. 
La disputa se redujo a si los inspectores del OIEA podrían inspeccionar las máquinas ellos mismos. El gobierno brasileño no permitió la inspección de las salas de cascada centrífugas, argumentando que esto revelaría secretos tecnológicos (probablemente relacionados con el uso de un cojinete inferior magnético en lugar del cojinete mecánico más común). 
Las autoridades brasileñas declararon que, dado que Brasil no forma parte de ningún "eje del mal", la presión por el pleno acceso a la inspección, incluso en las universidades, podría interpretarse como un intento de piratear secretos industriales. 
También afirmaron que su tecnología es mejor que la de los Estados Unidos y Francia, principalmente porque el eje centrífugo no es mecánico, sino electromagnético. 
Finalmente, después de extensas negociaciones, se llegó a un acuerdo de que, si bien no se inspeccionaban directamente las centrifugadoras, el OIEA inspeccionaría la composición del gas que entra y sale de la centrífuga. Luego, el Secretario de Estado de los Estados Unidos, Colin Powell, declaró en 2004 que estaba seguro de que Brasil no tenía planes de desarrollar armas nucleares.

## Capacidad tecnológica
Es probable que Brasil haya retenido la capacidad tecnológica y el conocimiento para producir y entregar un arma nuclear. Los expertos del Laboratorio Nacional de Los Álamos han concluido que, en vista de sus actividades nucleares anteriores, Brasil está en condiciones de producir armas nucleares dentro de tres años.  
Si Brasil decidiera perseguir un arma nuclear, las centrifugadoras en la planta de enriquecimiento de Resende, podrían reconfigurarse para producir uranio altamente enriquecido para armas nucleares. Incluso una pequeña planta de enriquecimiento como Resende, podría producir varias armas nucleares por año, pero solo si Brasil estaba dispuesto a hacerlo abiertamente.
La Armada Brasileña está desarrollando actualmente una flota de submarinos nucleares, y en 2007 autorizó la construcción de un prototipo de reactor de propulsión submarina. En 2008, Francia acordó transferir tecnología a Brasil para el desarrollo conjunto del casco del submarino nuclear.

## Instalaciones

### Centro Experimental Aramar
El Centro Experimental Aramar (en portugués: Centro Experimental de Aramar) ubicada en Iperó, en el estado de São Paulo, fue inaugurada en 1988 como la primera planta de enriquecimiento de uranio únicamente en Brasil. 
La instalación está dirigida por la Comisión Brasileña de Energía Nuclear (CNEN) y la Armada brasileña. Además de la planta de enriquecimiento centrífugo, la instalación también alberga un laboratorio de enriquecimiento isotópico y varios centros nucleares pequeños (en portugués: Pequenas Centrais Nucleares o PCN). Los laboratorios de enriquecimiento están bajo el control de Salvaguardas Nacionales y la División de Salvaguardas de CNEN realiza inspecciones nacionales.

### Sitio de prueba de Cachimbo
9°18′17″S 54°56′47″O / -9.3047, -54.9464

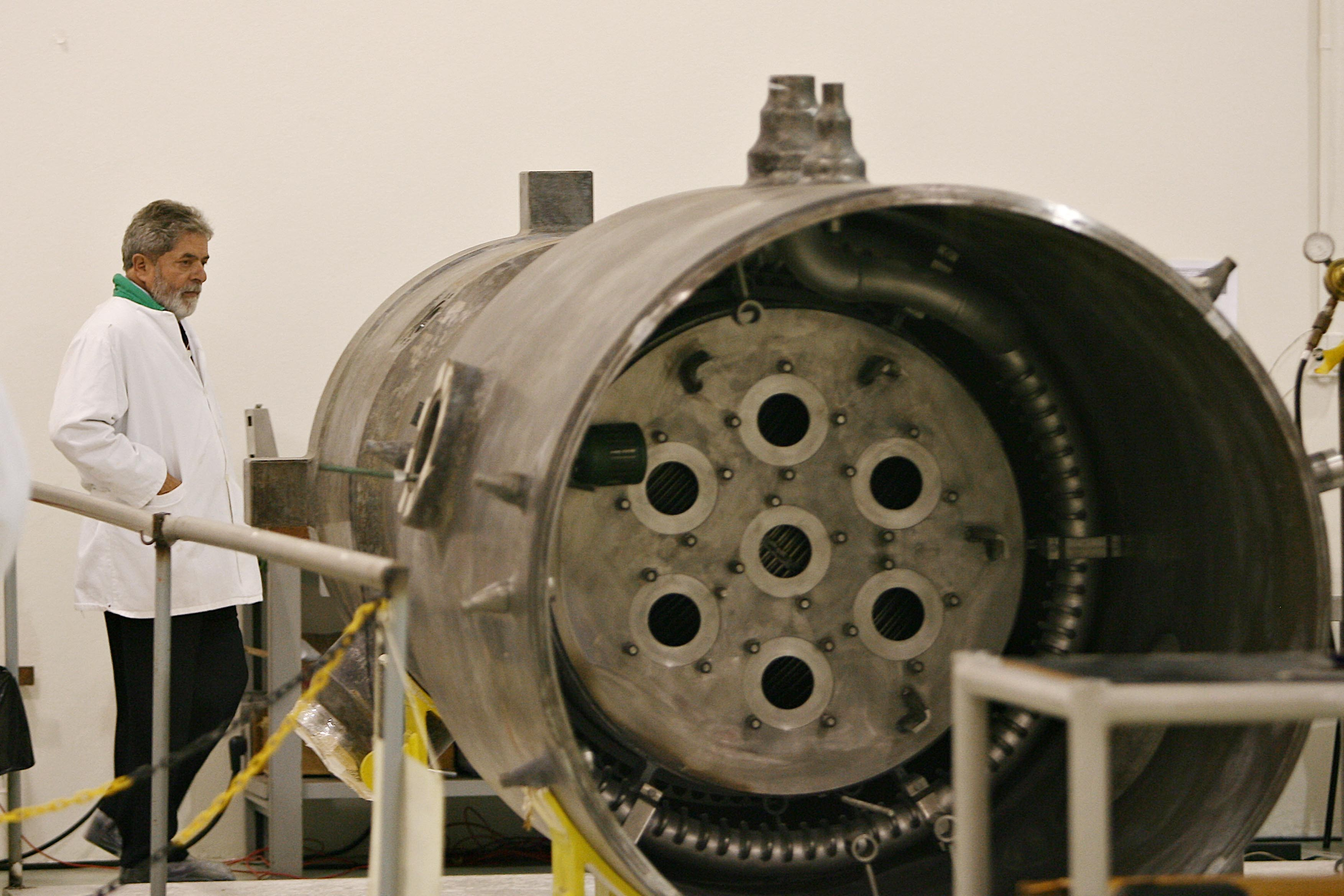
El presidente Lula da Silva inspeccionó la Instalación de Desarrollo de Propulsión Nuclear de la Marina de Brasil en julio de 2007. Esta instalación produce gas hexafluoruro de uranio para el enriquecimiento de uranio.

El sitio de prueba de Cachimbo, oficialmente llamado Sitio de prueba de Brigadeiro Velloso (en portugués: Campo de Provas Brigadeiro Velloso), se encuentra en el estado de Pará y cubre 45,000 kilómetros cuadrados, un área más grande que los Países Bajos. 
Es dentro de esta área militar que un agujero de 320 metros de profundidad en la Cordillera de Cachimbo fue el sitio para pruebas de explosivos nucleares. El pozo es de conocimiento público desde 1986 y supuestamente fue abandonado en septiembre de 1990, cuando el presidente Fernando Collor de Mello usó una pequeña pala para sellar simbólicamente el agujero.

### Centro Tecnológico del Ejército (Guaratiba)
23°00′45″S 43°33′50″O / -23.0124, -43.5639
El Centro Tecnológico del Ejército Brasileño (en portugués: Centro Tecnológico do Exército, o CTEx) ubicado en Guaratiba - Estado de Río de Janeiro, una vez trabajó en el desarrollo del proyecto de un reactor de investigación que produce plutonio. Conocido como 'The Atlantic Project', fue realizado por el Instituto de Proyectos Especiales - IPE (cerrado el 1 de octubre de 2001).
Hoy en día, CTEx realiza investigación científica y desarrollo tecnológico en actividades de defensa en estricto respeto a la Constitución de la República Federativa de Brasil y las leyes internacionales. Los laboratorios de investigación nuclear de CTEx están bajo la autoridad reguladora nacional (Comisión Brasileña de Energía Nuclear - CNEN). Las verificaciones de las inspecciones de control y salvaguardias son realizadas conjuntamente por la Agencia Brasileña-Argentina de Contabilidad y Control de Materiales Nucleares (ABACC) y la Agencia Internacional de Energía Atómica (OIEA). 

### Departamento de Ciencia y Tecnología Aeroespacial (São José dos Campos)
El Departamento de Ciencia y Tecnología Aeroespacial (en portugués: Departamento de Ciência e Tecnologia Aerospacial, o DCTA) es una instalación de investigación ubicada en São José dos Campos, en el Estado de São Paulo, donde también se realiza investigación nuclear.

### Resende (Engenheiro Passos) Fábrica de combustible nuclear
La instalación de combustible nuclear de Resende (en portugués: Fábrica de Combustíveis Nucleares, o FCN) es una instalación de enriquecimiento nuclear ubicada en Resende, en el estado de Río de Janeiro. La planta es administrada por las Industrias Nucleares de Brasil (en portugués: Indústrias Nucleares do Brasil, o INB) y por la Armada brasileña.

## Legislación y convenciones
La Constitución de 1988 de Brasil establece en el Artículo 21 que "toda actividad nuclear dentro del territorio nacional solo se admitirá con fines pacíficos y estará sujeta a la aprobación del Congreso Nacional".
Brasil se adhirió al Tratado de No Proliferación Nuclear el 18 de septiembre de 1998, ratificó el Protocolo de Ginebra el 28 de agosto de 1970, la Convención de Armas Biológicas el 27 de febrero de 1973 y la Convención de Armas Químicas el 13 de marzo de 1996. 
Brasil firmó el Tratado de Tlatelolco en 1967, convirtiendo a Brasil en una zona libre de armas nucleares. 
Brasil también participa activamente en la Agencia Internacional de Energía Atómica de la ONU y el Grupo de Proveedores Nucleares, agencias multinacionales preocupadas por reducir la proliferación nuclear, mediante el control de la exportación y la transferencia de materiales, que pueden ser aplicables al desarrollo de armas nucleares. 